# Reginald Thynne
Sir Reginald Thomas Thynne KCB (* 23. Dezember 1843; † 30. Dezember 1926) war ein britischer Offizier.
Reginald Thynne entstammte einer Seitenlinie des britischen Adelsgeschlechts Thynne. Er war ein Sohn von Rev. Lord John Thynne und dessen Frau Anne Beresford, damit war er ein Enkel des 2. Marquess of Bath. Er besuchte das Radley College in Oxfordshire. Anschließend trat er im Oktober 1862 in die British Army ein und erwarb hierzu ein Offizierspatent als Ensign und Lieutenant der Grenadier Guards. Mit diesem Regiment nahm er 1879 am Zulukrieg und 1882 an der Besetzung Ägyptens teil, wofür er mit dem ägyptischen Osmanié-Orden vierter Klasse ausgezeichnet wurde. 1885 kämpfte er während des Mahdi-Aufstands im Sudan, dabei wurde er mentioned in dispatches und als Companion des Order of the Bath ausgezeichnet. 1893 zum Major-General befördert, war er ab 1894 kommandierender General des nordöstlichen Militärdistrikts von Großbritannien. 1902 wurde er als Knight Commander des Order the Bath in den persönlichen Adelsstand erhoben und trat in den Ruhestand.
Er hatte am 6. Mai 1890 Louise, die Witwe von Major William Ewing und Tochter von Douglas Du Bois geheiratet. Mit ihr hatte er zwei Töchter:
- Katharine Angela Thynne (* 1893) ⚭ 1933 Sir Vincent Wilberforce Baddeley;
- Beatrix Elaine Thynne (1895–1969) ⚭ 1923 Colonel Edward Roger Pratt.